# Turistická značená trasa 7326
 Turistická značená trasa 7326 je 13,5 kilometrů dlouhá žlutě značená turistická trasa Klubu českých turistů v okresech Rychnov nad Kněžnou, Pardubice a Ústí nad Orlicí páteřní turistickou trasu vedoucí podél Tiché Orlice s Dobříkovem. Její převažující směr je jižní.

## Průběh trasy
Turistická trasa má svůj začátek na rozcestí s červeně značenou trasou 0423 vedoucí z Borohrádku do Chocně jihovýchodně od prvně zmíněného města. Překříží železniční trať Velký Osek – Choceň a vede k jihu Šachovskou alejí přičemž prochází rozsáhlým lesním masívem a dále poli do Horního Jelení. Do města vstupuje v souběhu s modře značenou trasou 1903 Plchůvky – Holice a zeleně značenou trasou 4239 Kostelec nad Orlicí – Uhersko, v jeho centru se pak nachází hlavní turistické rozcestí. Z něj vede trasa 7326 k jihu v souběhu s modře značenou trasou 1904 do Zámrsku a zeleně značenou trasou 4241 Hradec Králové – Choceň. Souběh s ní končí na jižním okraji města u hřbitova. Trasy 1904 a 7326 pokračují po lesní cestě dále k jihu na rozcestí Jelení les, kde trasa 7326 mění směr na jihovýchodní a po cestě Formanka vede dále lesem nad Dobříkov. Do vsi schází po lesní pěšině a vstupuje v ní do souběhu s modře značenou trasou 1923 vedoucí z polesí Nad Hlubokou. Společně vedou k místní železniční zastávce, kde trasa 7326 končí, trasa 1923 pokračuje do Vysokého Mýta.

## Historie
Původní počátek trasy se nacházel v Borohrádku u nádraží. Úsek na zůstal zachován a byl přečíslován na 7395. Následující úsek sledující silnici II/317 pod Šachov dále přes jez Na Králce k současnému východišti zanikl.

## Turistické zajímavosti na trase
- Zámek Horní Jelení
- Kostel Nejsvětější Trojice v Horním Jelení
- Mariánský sloup v Horním Jelení
- Pomník obětem první světové války v Horním Jelení
- Dřevěný kostel Všech svatých v Dobříkově
- Pamětní deska Václava Klofáče v Dobříkově